# James Arnold Taylor
Pour les articles homonymes, voir James Taylor et Taylor.
 (octobre 2019).
Si vous disposez d'ouvrages ou d'articles de référence ou si vous connaissez des sites web de qualité traitant du thème abordé ici, merci de compléter l'article en donnant les références utiles à sa vérifiabilité et en les liant à la section « Notes et références ».
James Arnold Taylor est un acteur et producteur américain.
Il principalement connu pour les rôles d'Obi-Wan Kenobi dans la série d'animation Star Wars: The Clone Wars, de Johnny Test dans la série du même nom, de Wooldoor Sockbat dans Drawn Together, de Ratchet dans la série de jeux vidéo Ratchet et Clank et de Tidus dans la série des Final Fantasy. Il est aussi l'actuelle voix de Fred Pierrafeu.

## Filmographie

### Acteur

#### Cinéma
- 1984 : Nausicaä de la Vallée du Vent (Kaze no tani no Naushika) d'Hayao Miyazaki : Muzu
- 2000 : A Moment of Silence : Ed
- 2001 : The Comedy Team of Pete and James : James Arnold
- 2003 : The Second Renaissance Part I
- 2003 : Les Énigmes de l'Atlantide (Atlantis : Milo's Return) de Victor Cook, Toby Shelton et Tad Stones : Milo
- 2003 : A Detective Story : Ash
- 2003 : The Second Renaissance Part II
- 2003 : Kid's Story : voix additionnelles
- 2003 : Matriculated : Raul
- 2003 : Dickie Roberts, ex enfant star (Dickie Roberts: Former Child Star) de Sam Weisman : voix additionnelles
- 2003 : Aero-Troopers: The Nemeclous Crusade : Joshua
- 2004 : Comic Book: The Movie : J.T.
- 2006 : Ultimate Avengers de Curt Geda, Steven E. Gordon et Bob Richardson : Bucky
- 2007 : TMNT : Les Tortues Ninja (TMNT) de Kevin Munroe : Leonardo
- 2007 : Superman/Doomsday : Officier Tucker
- 2008 : The Audition : Duane
- 2008 : Gnomes and Trolls: The Secret Chamber : Slim, Prickles et Hilda
- 2008 : La Ligue des justiciers : Nouvelle Frontière de Dave Bullock : Capitaine Cold
- 2008 : Star Wars: The Clone Wars de Dave Filoni : Obi-Wan Kenobi
- 2008 : The Goldilocks and the 3 Bears Show : Weasel, le cochon et le criquet (3 épisodes)
- 2009 : Bionicle: The Legend Reborn : Berix
- 2010 : The Drawn Together Movie: The Movie! : Wooldoor Sockbat et Barney Rubble
- 2011 : Green Lantern : Les Chevaliers de l'Émeraude : Tomar-Re et le prisonnier Ysmault
- 2011 : Hughes the Force : Obi-Wan Kenobi
- 2012 : Foodfight! de Larry Kasanoff : Dr Si Nustrix
- 2012 : War of the Worlds: Goliath : les soldats russes et allemands
- 2012 : Batman: The Dark Knight Returns de Jay Oliva : M. Hudson
- 2012 : A Pig's Tail : le fermier
- 2013 : Recoil de Terry Miles : Bodhi
- 2015 : Gnomes and Trolls 2 : Slim
- 2016 : Ratchet et Clank : Ratchet

#### Film documentaire
- 2024 : Tom Wilson: Humbly Super Famous de Thomas F. Wilson : Lui-même (film documentaire)

#### Télévision
- 1990-1991 : Nadia : Red Noah (39 épisodes)
- 1992 : The Tonight Show with Jay Leno : plusieurs personnages
- 1997 : Johnny Bravo : plusieurs personnages
- 1998 : Chenji!! : plusieurs personnages
- 2000 : Dinozaurs (en) : Kenty
- 2000 : Pokémon, la série : un pirate (1 épisode)
- 2001 : Un gars du Queens : Nicolas Cage
- 2002 : Whatever Happened to... Robot Jones? (en) : plusieurs personnages (2 épisodes)
- 2002 : ¡Mucha Lucha! : Kid Wombat
- 2003 : Les Supers Nanas : plusieurs personnages (1 épisode)
- 2003 : Animatrix (The Animatrix) : Ash et Raul
- 2003-2004 : Teen Titans : Les Jeunes Titans : le vieux pêcheur et le pélican (2 épisodes)
- 2003-2005 : Star Wars: Clone Wars : Obi-Wan Kenobi : (11 épisodes)
- 2003-2006 : Quoi d'neuf Scooby-Doo ? : Dr Laslow Ostwald et autres personnages (8 épisodes)
- 2003-2006 : Nom de code : Kids Next Door : Roi Sandy, Eggbert (6 épisodes)
- 2004 : Game Over : plusieurs personnages
- 2004 : Static Choc : Eddie Felson et Speedwrap (1 épisode)
- 2004 : Mes parrains sont magiques : Sprig Speevak et Crash Nebula (1 épisode)
- 2004 : Justice League Unlimited : le voleur (1 épisode)
- 2004 : Last Laugh '04
- 2004-2005 : Danny Fantôme : Walker (3 épisodes)
- 2004-2006 : Billy et Mandy, aventuriers de l'au-delà : Fred Pierrafeu (3 épisodes)
- 2004-2008 : Drawn Together : Wooldoor Sockbat et autres personnages (36 épisodes)
- 2005 : Duck Dodgers : Lifomatica et l'assistant de Rogue (2 épisodes)
- 2005 : Kim Possible : docteur et Bungee (2 épisodes)
- 2005 : Avatar, le dernier maître de l'air : voix additionnelles (1 épisode)
- 2005 : The Batman : le motocycliste (1 épisode)
- 2005 : Strocker and Hoop : Ron Howard (2 épisodes)
- 2005-2006 : Les Boondocks : Ty Pennington, un patient et Officier Frank (4 épisodes)
- 2005-2007 : A.T.O.M.: Alpha Teens on Machines : Axel Manning (12 épisodes)
- 2005-2013 : Johnny Test : Johnny Test (117 épisodes)
- 2006 : Georges le petit curieux (Curious George) : Leo Zucchini (1 épisode)
- 2006 : American Dragon: Jake Long : Sam Spark (1 épisode)
- 2006 : Finley the Fire Engine : Miguel
- 2006-2007 : Celebrity Deathmatch : Johnny Depp et Christian Bale (2 épisodes)
- 2006-2007 : La Légende des super-héros : Lord Lumière, Pete et Mekr Ranzz (3 épisodes)
- 2007 : Afro Samurai : Yashichi (1 épisode)
- 2007 : Les Loonatics (Loonatics Unleashed) : Bugsy et le journaliste (1 épisode)
- 2007 : Hellboy : De sang et de fer : Broom petit et père Lupescu
- 2007 : The Wizzard of Krudd : Kunkle
- 2007 : Wacky Races Forever : Parker et Rock
- 2008 : Ben 10: Alien Force : Raff (1 épisode)
- 2008 : Atom TV (6 épisodes)
- 2008 : Wow! Wow! Wubbzy! : Edgar et le boulanger (1 épisode)
- 2008-2009 : Spectacular Spider-Man : Harry Osborn et Frederick Foswell (17 épisodes)
- 2008-2011 : Batman : L'Alliance des héros : Green Arrow, Guy Garner (25 épisodes)
- 2008-2013 : Star Wars: The Clone Wars : Obi-Wan Kenobi (74 épisodes)
- 2009 : DJ and The Fro : M. Balding et Ken
- 2009 : Mes amis Tigrou et Winnie : Skunk (1 épisode)
- 2010 : Big Time Rush : Manager Taylor (1 épisode)
- 2010 : Kick Kasskoo (Kick Buttowski: Suburban Daredevil) : Jock Wilder (1 épisode)
- 2010 : Agent Spécial Oso : M. Thompson (1 épisode)
- 2010-2011 : G.I. Joe: Renegades : Shérif Terry, Matty et Russel Clemens (1 épisode)
- 2010-2012 : Scooby-Doo : Mystères associés : George Avocados, Friar Sera et Benson Fuhrman (5 épisodes)
- 2011 : Sym-Bionic Titan : Brandon et Greg (2 épisodes)
- 2011 : Generator Rex : plusieurs personnags (1 épisode)
- 2011 : Thundercats : Emrick vieux et Khamai (1 épisode)
- 2011 : Ben 10: Ultimate Alien : Kolar et Fake Vilgax (3 épisodes)
- 2011-2013 : Young Justice : Barry Allen et Nathaniel Tryon (4 épisodes)
- 2012 : Docteur La Peluche : Boppy (2 épisodes)
- 2013 : The Doc File : Boppy (1 épisode)
- 2013 : Prenez garde à Batman ! (Beware the Batman) : William Benjamin et Officier Dunbrowski (1 épisode)
- 2013 : Hulk et les Agents du S.M.A.S.H. : le leader, Blastaar et le soigneur (5 épisodes)
- 2013 : Kaijudo: Rise of the Duel Masters : Nickles, Ra-Vu, Roi Tritonus (8 épisodes)
- 2022 : Tales of the Jedi : Obi-Wan Kenobi (1 épisode)
- 2024 : Batman, le justicier masqué : Marcus Driver (3 épisodes)

#### Jeux vidéo
- 1991 : Monkey Island 2: LeChuck's Revenge : Spitmaster
- 2001 : Final Fantasy X : Tidus
- 2002 : Stitch : Expérience 626 : Dr Habitrail
- 2002 : Monstres et Cie : deux monstres
- 2002 : Le Seigneur des anneaux : La Communauté de l'anneau : Peregrin Touque, Robin Smallburrow et Minto Burrows
- 2003 : Final Fantasy X-2 : Tidus et Shuyin
- 2003 : Enter the Matrix : soldat de la SWAT
- 2003 : Tales of Symphonia : Yggdrasill
- 2003 : Rise to Honour : le sniper
- 2003 : Crimson Skies: High Road to Revenge
- 2003 : Ratchet and Clank 2 : Ratchet
- 2003 : Le Hobbit : Balin
- 2003 : James Bond 007 : Quitte ou double : Jack Mason 003
- 2004 : Scooby-Doo! Le Livre des ténèbres (Scooby-Doo! Mystery Mayhem) : Jeremy Rhodes
- 2004 : Syphon Filter: The Omega Strain : Gabriel Logan
- 2004 : Shrek 2 : Prince Charmant
- 2004 : Spider-Man 2 : Quentin Beck et Mysterio
- 2004 : Gang de requins (Shark Tale)
- 2004 : Robotech: Invasion : Lancer
- 2004 : The Punisher
- 2004 : Ratchet and Clank 3 : Ratchet et Maxmillian
- 2004 : EverQuest II : Venekar, Deebo Turnlin et Mizznozzle
- 2004 : Vampire: The Masquerade - Bloodlines : Julius
- 2005 : Star Wars, épisode III : La Revanche des Sith : Obi-Wan Kenobi
- 2005 : Charlie et la Chocolaterie : Willy Wonka
- 2005 : X-Men Legends II : L'Avènement d'Apocalypse : l'homme de glace et l'homme de sucre
- 2005 : Ultimate Spider-Man : Electro
- 2005 : Jak X : Ratchet
- 2005 : Ratchet: Gladiator : Ratchet
- 2005 : Star Wars: Battlefront 2 : Obi-Wan Kenobi
- 2005 : Neopets : Roi Altador et Lupe
- 2005 : Kingdom Hearts 2 : Jack Sparrow
- 2006 : 24 Heures chrono, le jeu
- 2006 : Syphon Filter: Dark Mirror : Gabe Logan
- 2006 : X-Men, le jeu officiel : Cyclops
- 2006 : Pirates des Caraïbes : La Légende de Jack Sparrow : Jack Sparrow et Marty
- 2006 : Marvel: Ultimate Alliance
- 2006 : Spider-Man : Bataille pour New York : Spider-Man
- 2006 : Shrek: Smash n' Crash Racing : Prince Charmant
- 2007 : Ratchet and Clank : La taille, ça compte : Ratchet
- 2007 : Teenage Mutant Hero Turtles : Leonardo
- 2007 : Spider-Man : Allié ou Ennemi : Spider-Man
- 2007 : Syphon Filter: Logan's Shadow : Gabe Logan
- 2007 : Ratchet and Clank : Opération Destruction : Ratchet
- 2007 : Shrek le troisième : Artie et Prince Charmant
- 2008 : Speed Racer, le jeu vidéo : Jack Taylor et Colonel Colon
- 2008 : The Princess Bride Game : Fezzik
- 2008 : Secret Agent Clank : Ratchet
- 2008 : Ratchet and Clank: Quest for Booty : Ratchet
- 2008 : Lego Batman, le jeu vidéo : Robin
- 2008 : Star Wars: The Clone Wars : Obi-Wan Kenobi et Plo Koon
- 2008 : Dissidia: Final Fantasy : Tidus
- 2009 : Monstres contre Aliens
- 2009 : Transformers: Revenge of the Fallen : The Fallen
- 2009 : L'Âge de glace 3
- 2009 : Ratchet and Clank: A Crack in Time : Ratchet
- 2009 : Star Wars: The Clone Wars - Les Héros de la République : Obi-Wan Kenobi et Plo Koon
- 2009 : Final Fantasy XIII
- 2010 : Kingdom Hearts: Birth by Sleep : le prince
- 2010 : End of Eternity : Victor
- 2010 : Dragons : Fishlegs
- 2010 : Moi, moche et méchant : les minions
- 2010 : Batman : L'Alliance des héros (Batman: The Brave and the Bold) : Green Arrow et Green Lantern
- 2010 : Spider-Man : Dimensions
- 2010 : Retour vers le futur, le jeu : Emmett Brown jeune
- 2011 : Dissidia 012: Final Fantasy : Tidus
- 2011 : Lego Star Wars 3: The Clone Wars : Obi-Wan Kenobi et Plo Koon
- 2011 : PlayStation Move Heroes : Ratchet
- 2011 : Marvel Super Hero Squad Online : Loki
- 2011 : Spider-Man : Aux frontières du temps
- 2011 : Ratchet and Clank: All 4 One : Ratchet
- 2012 : Kinect Star Wars : Darth Kern, Obi-Wan Kenobi
- 2012 : Marvel Avengers: Battle for Earth : Thor, Magneto et Spider-Man
- 2012 : PlayStation All-Stars Battle Royale : Ratchet
- 2012 : Ratchet and Clank: Q-Force (Ratchet and Clank: Full Frontal Assault) : Ratchet
- 2013 : Marvel Heroes : Magneto et le surfeur d'argent
- 2013 : Lego Marvel Super Heroes : Professeur Xavier, le surfeur d'argent et Spider-Man
- 2013 : Ratchet and Clank: Nexus : Ratchet
- 2021 : Ratchet and Clank: Rift Apart : Ratchet
- 2022 : Lego Star Wars : La Saga Skywalker : Obi-Wan Kenobi

### Producteur
- 2001 : The Comedy Team of Pete and James
- 2008 : The Audition
- 2008 : X-treme Weekend